# محمود حميدة
محمود حميدة (من مواليد 7 ديسمبر، 1953)، ممثل مصري حاصل على بكالوريوس التجارة عام 1981. عُرف بثقافته وحُبه للقراءة خاصةً قراءة أشعار فؤاد حداد. قام بأداء العديد من الأدوار في السينما، وبدأ مشواره الفني بالعمل في مسلسلات تليفزيونية من أشهرها مسلسل أبيض وأسود أمام الفنان الراحل صلاح ذو الفقار، ثم إنطلق في عالم السينما، وشارك أيضًا في أعمال إذاعية ومسرحية، ونال العديد من الجوائز في مشواره الفني.

## حياته
- مارس التمثيل منذ الصغر حيث كان عضواً في فريق التمثيل بالمدرسة. كذلك بجميع مراحل التعليم.
- في عام 1970 التحق بكلية الهندسة واستمر بها 7 سنوات وفشل في دراسة الهندسة ثم غير مساره التعليمي ليلتحق بكلية التجارة، وحرص أيضاً أن يكون عضواً بفريق التمثيل بالكلية إلى أن أتم دراسته الجامعية.
- بعد تخرجه من الجامعة عام 1981 التحق بإحدى الشركات العالمية بإدارة المبيعات وفي نفس الوقت مارس أيضا التمثيل والرقص من خلال فرق الهواة.
- في عام 1986 أسند المخرج التليفزيوني أحمد خضر إليه دور البطولة في مسلسل تليفزيوني حيث لاقى أداءه اهتمام العاملين والمهتمين بصناعة السينما في مصر
- ثم انطلق للعمل كممثل سينمائي في أدوار مختلفة في عديد من الأعمال الفنية السينمائية.
- في عام 1996 قام بتأسيس شركة البطريق للإنتاج الفني والخدمات السينمائية والتي قدمت العديد من الأعمال الفنية سواء من إنتاجها الخاص، أو القيام بأعمال المنتج المنفذ لجهات فنية أخرى. ويعتبر فيلم جنة الشياطين والذي قامت الشركة بإنتاجه من أهم الأعمال السينمائية التي أنتجت في مصر والذي اعتبره النقاد واحداً من أهم مائة فيلم منذ قيام صناعة السينما في مصر حتى يومنا هذا، وقد نال العديد من الجوائز في مختلف المهرجانات التي شارك فيها
- من إنتاج الشركة:
  - فيلم «جمال عبد الناصر» إخراج أنور القوادرى 1998.
  - فيلم «جنة الشياطين» إخراج أسامة فوزى 1999 والذي شارك في بطولته.
  - فيلم تسجيلى «نازك الملائكة» إخراج خيرية المنصور 2000.
  - منتج منفذ لفيلم «ملك وكتابة» إخراج كاملة أبو ذكرى 2005.
  - فبلم تسجيلى «جلد حىّ» إخراج فوزى صالح 2010 حصل على عدة جوائز وعرض في أكثر من مهرجان دولي، ويعتبر أول فيلم تسجيلى مصري يباع على اقراص مدمجة للجمهور.
- المساهمة في مشروع الشباب مع الوكالة الامانية للتعاون الفنى ووزارة التخطيط لدعم المواهب الفنية وإنتاج مسرحية «ألوانرقع بقع» 2002
- إنتاج حفلات موسيقية لعازف الكمان العالمي «عبده داغر» بدار الأوبرا ومعهد الموسيقى العربية والجامعات المصرية.
- إنتاج عددا من الأمسيات الشعرية للشاعر الكبير «فؤاد حداد» بتكوين فرقة عمل كاملة لتقديم تلك الأمسيات بدار الأوبرا ومعرض الكتاب الدولي ومكتبة الإسكندرية.
- في عام 1996 قام بتأسيس استوديو الممثل مستعيناً بأهم المختصين لجعل هذا الاستوديو كمركز لتدريب وصقل المواهب الشابة إيماناً منه بضرورة امتزاج الموهبة والمنهج العلمي ليكون نتاج هذا تمويل هذه الصناعة بهذه الكوادر الفنية والمؤهلة وذلك لمسايرة التطور السريع والهائل لهذه الصناعة في أوروبا وأمريكا وبلدان العالم المختلفة.
- في عام 1997 قام بتأسيس وإصدار مجلة «الفن السابع» وهي أول مطبوعة عربية سينمائية متخصصة بصناعة السينما في الشرق الأوسط. حيث كانت الأعمال الفنية سواء المحلية أو العالمية تأتي على صفحاتها بمختلف ألوانها واتجاهاتها ليقوم فريق العمل بإلقاء الضوء عليها وتحليلها من مختلف زواياها لتصل بعد ذلك إلى المختصين والقائمين على هذه الصناعة وكذلك جمهور القراء بصورة صادقة وحيادية.لذلك اعتبرها الدارسين لهذا النوع من الفن مرجعا تاريخيا لمختلف الأعمال سواء كانت محلية أو عالمية.

## أعماله

### في التلفزيون
| سنة الإنتاج | المسلسل                     | الشخصية          |
| ----------- | --------------------------- | ---------------- |
|             | الرجل والقطار               | علي              |
| 1982        | الأزهر الشريف منارة الإسلام | بلال             |
| 1986        | حارة الشرفا                 | إحسان            |
| 1987        | خمسة خمسة                   | نبيل             |
| 1989        | أبيض وأسود                  | صفوت             |
| 1990        | للعدالة وجه آخر             |                  |
| 1990        | الوسية                      | تاكي             |
| 1991        | ولكنه الحب                  | د. علاء الطمبولي |
| 1992        | الخروج من الدائرة           | د. صلاح          |
| 1998        | أغنية على جسر الأمل         |                  |
| 2013        | ميراث الريح                 | إبراهيم الطيب    |
| 2017        | الأب الروحي                 | زين العطار       |
| 2020        | لما كنا صغيرين              | سليم منصور       |
| 2022        | نقل عام                     | أحمد الشربيني    |
| 2025        | ولاد الشمس                  | بابا ماجد        |

### في السينما
| سنة الإنتاج | الفيلم                     | الشخصية             |
| ----------- | -------------------------- | ------------------- |
| 1986        | الأوباش                    | أحد المغتصبين       |
| 1990        | سيدة القاهرة               |                     |
| 1990        | الإمبراطور                 | إبراهيم             |
| 1991        | المساطيل                   | سمير                |
| 1991        | رغبة متوحشة                | سيد غزال            |
| 1991        | كيد العوالم                | حسني                |
| 1991        | عصر القوة                  | المرسي نوفل         |
| 1991        | شمس الزناتي                | المارشال برعي       |
| 1991        | احذروا هذه المرأة          | عباس                |
| 1991        | الفرقة 12                  | المقدم فؤاد         |
| 1992        | فارس المدينة               | فارس حسن الهلالي    |
| 1992        | الشرس                      | همام                |
| 1992        | سمارة الأمير               | علي جلال            |
| 1992        | امرأة آيلة للسقوط          | شكري عبد العزيز     |
| 1992        | صراع الزوجات               | سعيد                |
| 1993        | فرسان آخر زمن              | مجدي حسنين          |
| 1993        | إنذار بالطاعة              | إبراهيم             |
| 1993        | الثعالب                    | كمال                |
| 1993        | مجانينو                    | د. آدم              |
| 1993        | بوابة إبليس                | نعناعه              |
| 1993        | الغرقانة                   | سعد                 |
| 1993        | الباشا                     | يوسف (جو)           |
| 1993        | اللعب مع الأشرار           | فرحان حزين (فرفور)  |
| 1993        | الذئب                      | طاهر                |
| 1994        | سوق النساء                 | الرائد أحمد كامل    |
| 1994        | حرب الفراولة               | حمامة السوهاجي      |
| 1994        | ديسكو ديسكو                | عصام                |
| 1994        | المهاجر                    | ميناهار             |
| 1994        | كارت أحمر                  | د. محسن             |
| 1995        | قليل من الحب كثير من العنف | طلعت مرسي           |
| 1995        | الرجل الثالث               | رستم                |
| 1995        | امرأة هزت عرش مصر          | مصطفى يسري          |
| 1995        | يوم حار جدا                | ضياء                |
| 1995        | أبو زيد زمانه              | أبو زيد             |
| 1996        | عفاريت الأسفلت             | سيد                 |
| 1996        | اغتيال                     | عميد البحث الجنائي  |
| 1997        | المصير                     | الخليفة المنصور     |
| 1998        | دانتيلا                    | مقدم حسام عنبر      |
| 1999        | أمن دولة                   | كمال                |
| 1999        | جنة الشياطين               | طبل / منير رسمي     |
| 1999        | الآخر                      | خليل عمارة          |
| 2000        | الأبواب المغلقة            | منصور               |
| 2004        | بحب السيما                 | عدلي                |
| 2005        | إسكندرية نيويورك           | يحيى                |
| 2006        | ملك وكتابة                 | د. محمود عبد السلام |
| 2008        | ليلة البيبي دول            | اللواء محسن         |
| 2008        | آسف على الإزعاج            | صلاح الدين          |
| 2009        | يوم ما اتقابلنا            | يوسف                |
| 2009        | دكان شحاتة                 | حجاج                |
| 2009        | إحكي يا شهرزاد             | أدهم                |
| 2010        | تلك الأيام                 | سالم عبيد           |
| 2015        | نوارة                      | أسامة               |
| 2015        | قط وفار                    | الوزير عباس القط    |
| 2015        | ريجاتا                     | ساري                |
| 2015        | أهواك                      | حمزة                |
| 2016        | من ضهر راجل                | أدهم                |
| 2016        | يوم للستات                 | أحمد                |
| 2017        | يوم من الأيام              | جابر                |
| 2017        | فوتوكوبي                   | محمود               |
| 2018        | حرب كرموز                  | عزت الوحش           |
| 2018        | ورد مسموم                  | الساحر كروان        |
| 2020        | الغسالة                    | عمر                 |
| 2021        | العارف                     | مراد                |
| 2021        | ريتسا                      | حداد                |
| 2021        | الكاهن                     | يحيى عطا الله       |
| 2023        | هارلي                      | ياسين               |
| 2023        | مطرح مطروح                 | بديع السلموني       |

### في الإذاعة
| سنة الإنتاج | المسلسل                     | الشخصية     |
| ----------- | --------------------------- | ----------- |
|             | الكنز                       | النقيب فتحي |
| 1999        | أرجوك أخرجني من هذا البرميل |             |
| 2001        | سجن الزوجية                 | د. شريف     |
| 2010        | أيام الحب والجنون           | فواز        |
| 2016        | ما وراء النهر               | الأمير رؤوف |

## جوائز
| جائزة            | مهرجان                                          | الفيلم             | العام |
| ---------------- | ----------------------------------------------- | ------------------ | ----- |
| البطولة          | مهرجان الفيلم السنوي                            | الباشا             | 1994. |
| أحسن ممثل        | الجمعية المصرية لفن السينما                     | الرجل الثالث       | 1995. |
| التمثيل          | المهرجان القومي للسينما المصرية                 | عفاريت الأسفلت     | 1996. |
| الإنتاج          | مهرجان القاهرة السينمائي الدولي                 | جنة الشياطين       | 1999. |
| أحسن فيلم        | مهرجان الإسكندرية السينمائي الدولي              | جنة الشياطين       | 1999. |
| الإنتاج والتمثيل | المهرجان القومي السادس للسينما المصرية          | جنة الشياطين       | 2000. |
| أحسن ممثل        | مهرجان تطوان الدولي                             | جنة الشياطين       | 2003. |
| أحسن ممثل        | جمعية فن السينما "جوائز أوسكار السينما المصرية" | إسكندرية - نيويورك | 2005. |
| أحسن ممثل        | المهرجان القومي الحادي عشر لليسنما المصرية      | بحب السيما         | 2005. |
| أحسن ممثل        | المهرجان القومي الثاني عشر للسينما المصرية      | ملك وكتابة         | 2006. |
| أحسن ممثل        | مهرجان المركز الكاثوليكي بالقاهرة               | ملك وكتابة         | 2007. |
| أحسن ممثل        | مهرجان كازان السينمائي                          | فوتوكوبي           | 2017  |

## روابط خارجية
- محمود حميدة على موقع IMDb (الإنجليزية)
- محمود حميدة على موقع الدهليز
- محمود حميدة على موقع قاعدة بيانات الأفلام العربية
- محمود حميدة على موقع ألو سيني (الفرنسية)
- محمود حميدة على موقع قاعدة بيانات الفيلم (الإنجليزية)
- محمود حميدة على موقع ليتربوكسد (الإنجليزية)
- محمود حميدة على موقع كينوبويسك (الروسية)